# Михаел Тонет
Михаел Тонет (Бопард, 2. јул 1796 — Беч, 3. март 1871) био је немачки предузетник столар, проналазач намештаја, пореклом из Бопарда из Порајнске области, имао је фабрике у Немачкој и Аустрији, одсео је на Морави где је у Коричанима 1856. и у Бистрици под Хостином 1861. основао фабрику намештаја из савијаног дрва. Ова фабрика у Бистрици под Хостином је била највећа фабрика ове врста и постала је центар развоја целе фирме браће Тонет које се бавила експортом намештаја у цео свет.

## Живот и дело
Михаел Тонет се родио 2. јула 1796. у градићу Бопард недалеко од Кобленца.
Изучио је столарски занат и основао занатску радњу у којој је производио намештај. У тридесетим годинама 19. века је у својој радњи вршио експерименте са савијањем дрва у производњи намештаја. Овакву врсту намештаја је први пут представио 1841. на привредној изложби у Кобленцу коју је посетио Аустријски канцелар Метерних. На његову препоруку је преселио у Беч и ту основао фирму на производњу намештаја.
Са супругом Аном Маријом је имао 13 деце од којих је пет синова доживело доспелост и због којих је он преименовао фирму у „Браћа Тонет“ (Gebruder Thonet).
Интерес за намештај из савијеног дрвета је непрекидно растао. Фирма је пресељена у Коричани на Морави и ту се фирма развила 1857. Касније је основао фирме и у Радомском, Пољска и у немачком Франкенбергу.
На крају свог живота Тонет је био признати произвођач намештаја и умро је 3. марта 1871. у Бечу а вођење фирме су преузели његови синови.
На Тонетов намештај од савијеног дрвета је надовезала после Првог светског рата фирма Тонет Мундус. У Чехословачкој у оквиру спајања неколико фирми настало је народно предузеће Тонет са водством у Прагу и 1953. године је преименовано на ТОН (скраћеница значи „фабрика савитљивог намештаја) и седиште јој је у Бистрици под Хостином. У садашњости је обновљена фабрика намештаја Тонет у Франкенбергу. Обе фабрике функционишу и данас.